# Phú Văn
Phú Văn là một xã thuộc huyện Bù Gia Mập, tỉnh Bình Phước, Việt Nam.
Xã Phú Văn có diện tích 88,30 km², dân số năm 2007 là 6.904 người, mật độ dân số đạt 78 người/km².